# Donji Krčin
Donji Krčin (cyr. Доњи Крчин) – wieś w Serbii, w okręgu rasińskim, w gminie Varvarin. W 2011 roku liczyła 279 mieszkańców.